# Všeobecná fakultní nemocnice v Praze

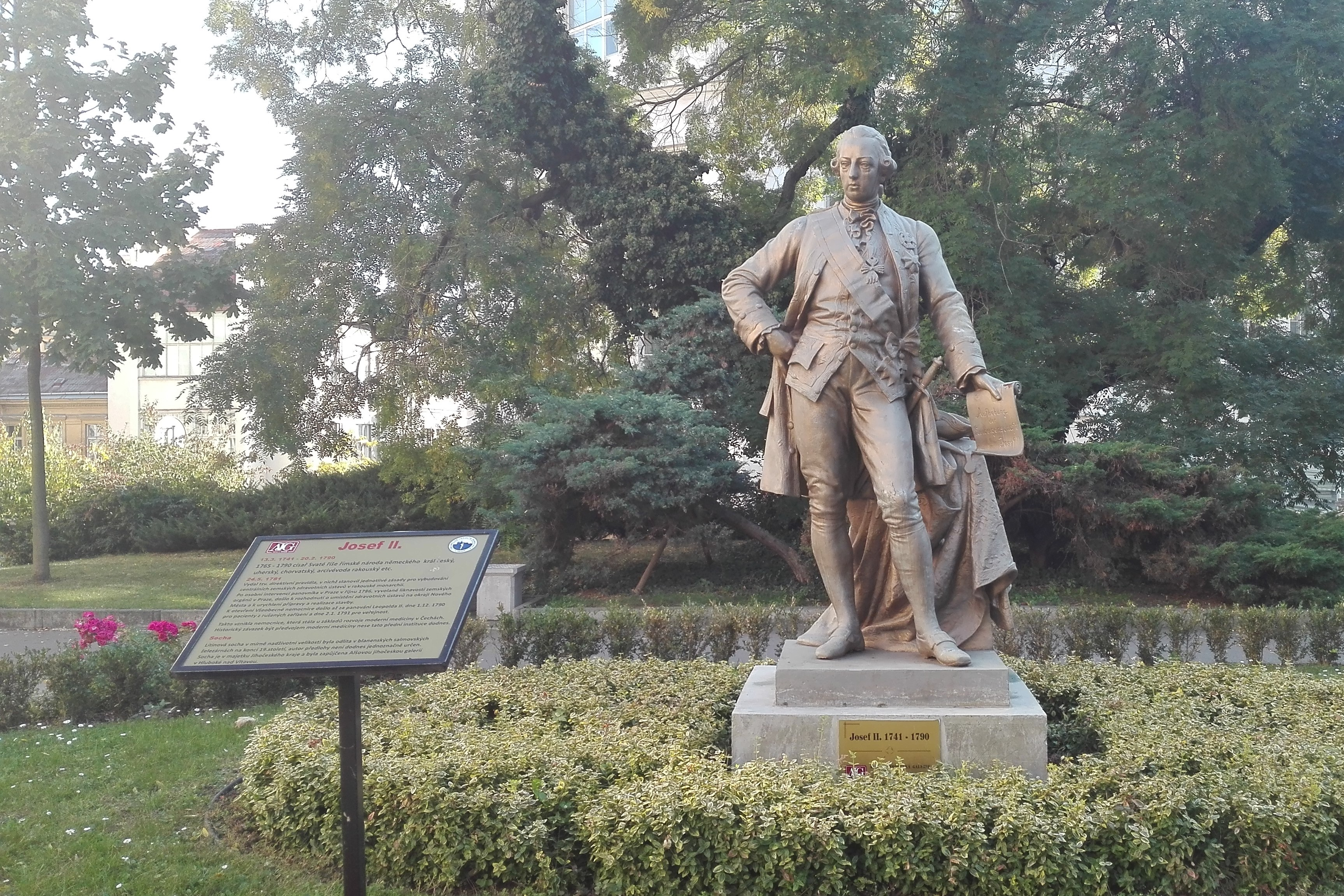
Socha Josefa II. na nádvoří VFN Praha

Všeobecná fakultní nemocnice v Praze (zkratka VFN) je jedno z nejdůležitějších zdravotnických zařízení v Praze a současně patří mezi největší fakultní nemocnice v Česku. Celkový počet lůžek činí 1 921. Pracuje zde okolo 4 200 zaměstnanců a v roce 2009 hospitalizovala 52 775 pacientů. Jednotlivá pracoviště se nacházejí nejen na území hlavního města, ale i mimo Prahu. Nejstarší část tvoří budovy rozmístěné v druhé pražské městské části zhruba v trojúhelníku Karlovo náměstí, Karlov, Albertov na Novém Městě.

## Charakteristika

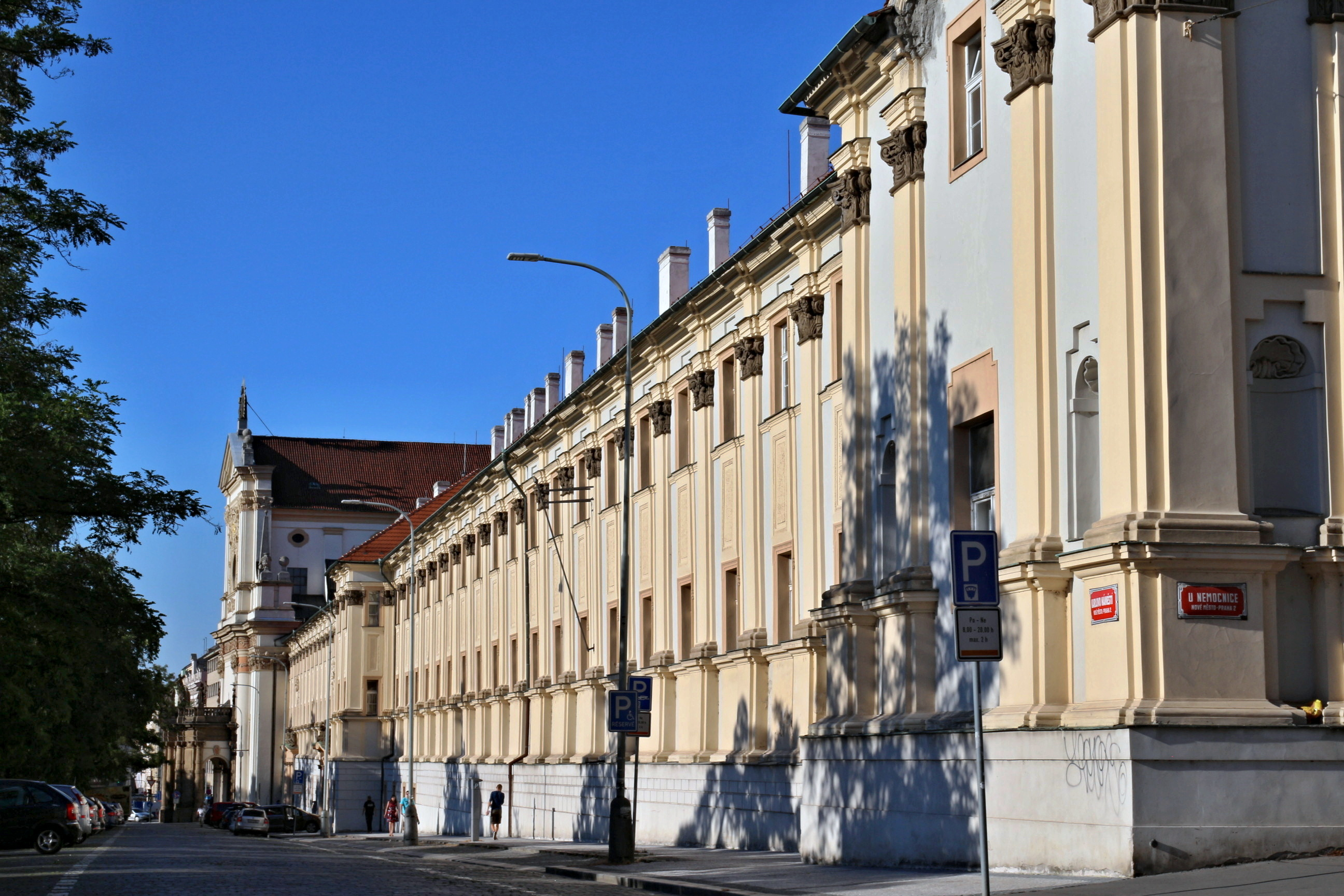
Budova III. interní kliniky VFN, někdejší novoměstská jezuitská kolej

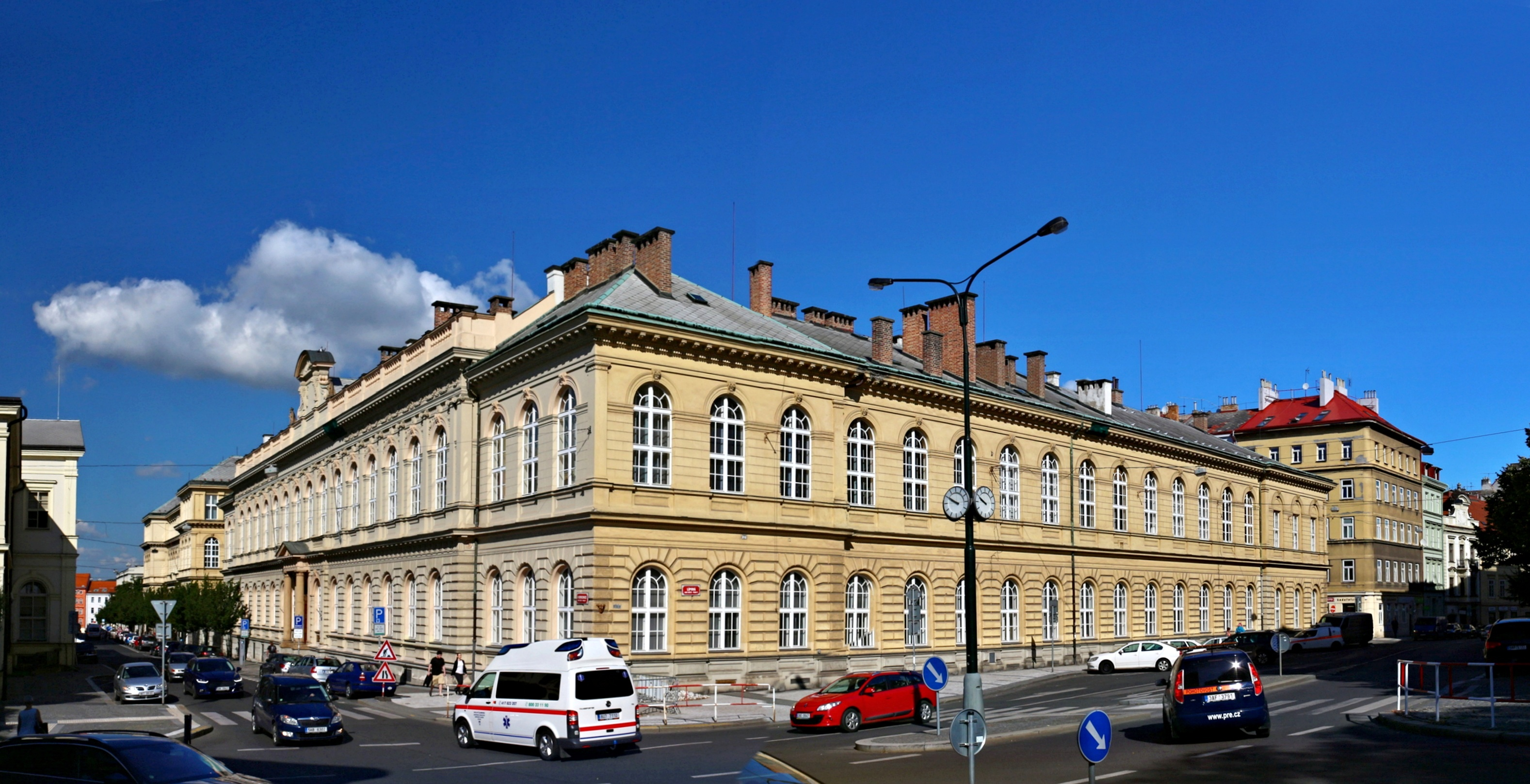
Ústav fyzické, biochemické a nukleární medicíny

Všeobecná fakultní nemocnice v Praze poskytuje vysoce specializovanou lékařskou a zdravotnickou péči. Její správa spadá přímo do gesce Ministerstva zdravotnictví České republiky. Ve spolupráci s 1. lékařskou fakultou Univerzity Karlovy (1. LF UK) zde probíhají také významné výzkumné projekty a výuka studentů lékařství. Na odbornou praxi do VFN docházejí studenti středních a vyšších odborných zdravotnických škol.
V roce 2019 získala nemocnice páté místo v soutěži Bezpečná nemocnice za projekt „Zefektivnění procesu bezpečné medikace, přípravy a podávání cytostatik a biologické léčby cestou nové softwarové podpory“.

## Historie
Všeobecná fakultní nemocnice byla otevřena v roce 1790 na základě císařského výnosu Josefa II. o zdravotních ústavech v Rakouském císařství, který vydal Josef II. brzy po svém nástupu na trůn v roce 1781. Ten nařizoval, jak mají být budovány a upravovány ústavy veřejné zdravotnické péče a porodnictví pro nemajetné. Pražská všeobecná nemocnice byla založena jako čtvrtá v monarchii (po vídeňské – 1686, resp. 1784, brněnské – 1783 a olomoucké – 1787). Nemocnice měla poskytovat péči pacientům bez ohledu na jejich stav, náboženství či národnost.
Důvodem k pozdějšímu zahájení provozu byly finanční potíže a další technické a administrativní problémy. Jednání o vybudování zdravotních ústavů v Praze byla zahájena v roce 1785 a významnou roli v nich hráli tehdejší nejvyšší zdravotní úředník v Čechách, vojenský lékař, protomedik a profesor všeobecné a speciální patologie Tadeáš Bayer a stavitel František Antonín Herget, profesor a ředitel pražské polytechniky.
Původní návrhy T. Bayera a F. L. Hergeta počítaly s umístěním nemocnice do augustiniánského kláštera na Karlově, eventuálně v premonstrátském klášteře na Strahově, či klášteře kapucínů u sv. Josefa. Situaci nakonec rozhodl sám císař Josef II. při své návštěvě Prahy v roce 1786, když poukázal na téměř nevyužitou budovu ústavu šlechtičen u sv. Andělů na tehdejším Dobytčím trhu. V dubnu 1787 předložil Herget projekty na přestavbu, rekonstrukce byly zahájeny v roce 1789.
Součástí areálu se stala také jezuitská kolej při kostele sv. Ignáce z Loyoly. Nemocnice se rozrůstala přístavbami a přikupováním okolních pozemků a objektů. Strukturu nemocnice výrazně ovlivnila spolupráce s Univerzitou Karlovou, se kterou v současné době vytváří společná pracoviště.
Nemocnice byla založena jako nadační ústav, postavený pod přímým dohledem nejvyššího zemského úřadu – českého gubernia.
Od poloviny 70. let 19. století se objevovaly návrhy na dostavbu nemocnice pavilony. Plán však byl realizován jen částečně. Některé objekty nemocnice jsou výrazně architektonicky či historicky cenné. Například v roce 1875 byla dokončena novogotická stavba Zemské královské porodnice, dnešní Gynekologicko-porodnické kliniky VFN „U Apolináře“. Součástí areálu VFN je i slavný Faustův dům, který využívá 1. LF UK.
Pražská Všeobecná nemocnice byla také kolébkou našeho ošetřovatelství. Roku 1916 byla při nemocnici k otevřena ošetřovatelská škola.
V meziválečném období se mnoho nového nepostavilo, prováděly se jen nejnutnější opravy. V lednu 1949 byla nemocnice zestátněna.

## Kliniky, ústavy a samostatná oddělení
- Centrum primární péče
- Centrum pro cévní přístupy
- Denní sanatorium Horní Palata
- Dermatovenerologická klinika
- Fakultní transfuzní oddělení
- Foniatrická klinika
- Geriatrická klinika
- I. chirurgická klinika – hrudní, břišní a úrazové chirurgie
- I. interní klinika – hematologie
- I. klinika tuberkulózy a respiračních nemocí
- II. chirurgická klinika – kardiovaskulární chirurgie
- II. interní klinika – kardiologie a angiologie
- III. interní klinika – endokrinologie a metabolismu
- Interní oddělení Strahov
- IV. interní klinika – gastroenterologie a hepatologie
- Kardionefrologické centrum
- Klinika adiktologie
- Klinika anesteziologie, resuscitace a intenzivní medicíny (KARIM)
- Klinika gynekologie, porodnictví a neonatologie
- Klinika pediatrie a dědičných poruch metabolismu
- Klinika nefrologie
- Klinika paliativní medicíny
- Klinika pracovního lékařství
- Klinika rehabilitačního lékařství
- Komplexní kardiovaskulární centrum (KKVC)
- Lůžka včasné rehabilitace iktového centra
- Nemocniční lékárna
- Neurologická klinika
- Oční klinika
- Oddělení otorinolaryngologie (ORL)
- Onkologická klinika
- Psychiatrická klinika
- Radiodiagnostická klinika
- Sexuologický ústav
- Společný příjem interně nemocných (SPIN)
- Stomatologická klinika
- Urologická klinika
- Ústav biologie a lékařské genetiky
- Ústav imunologie a mikrobiologie
- Ústav lékařské biochemie a laboratorní diagnostiky
- Ústav nukleární medicíny
- Ústav patologie
- Ústav soudního lékařství a toxikologie – soudní lékařství
- Ústav soudního lékařství a toxikologie – toxikologie
- Ústav tělovýchovného lékařství

## Ocenění
- 2009 – Nemocnice očima pacientů – 1. místo v kategorii fakultních nemocnic
- 2009 – Nemocnice očima zaměstnanců – 1. místo v kategorii fakultních nemocnic
- 2009 – Nemocnice ČR absolutní hodnocení – 1. místo v kategorii fakultních nemocnic
- 2007 – Českých 100 nejlepších – VFN byla zařazena mezi sto nejlepších firem České republiky v kategorii Vzdělání – Zdraví – Lidskost
- 2007 – Nemocnice roku 2007 – první místo mezi fakultními nemocnicemi (anketa o nejlepší zdravotnické zařízení v ČR, o kterém rozhodují pacienti)
- 2007 – Program Správná praxe – získání označení „Doporučený příklad“ od Evropské agentury pro BOZP za e-learningový projekt školení BOZP a PO žáků středních zdravotních škol docházejících na odbornou praxi do VFN
- 2006 – Program Správná praxe – první místo v národním kole (VFN se stala reprezentantem ČR v evropském kole)

## Galerie

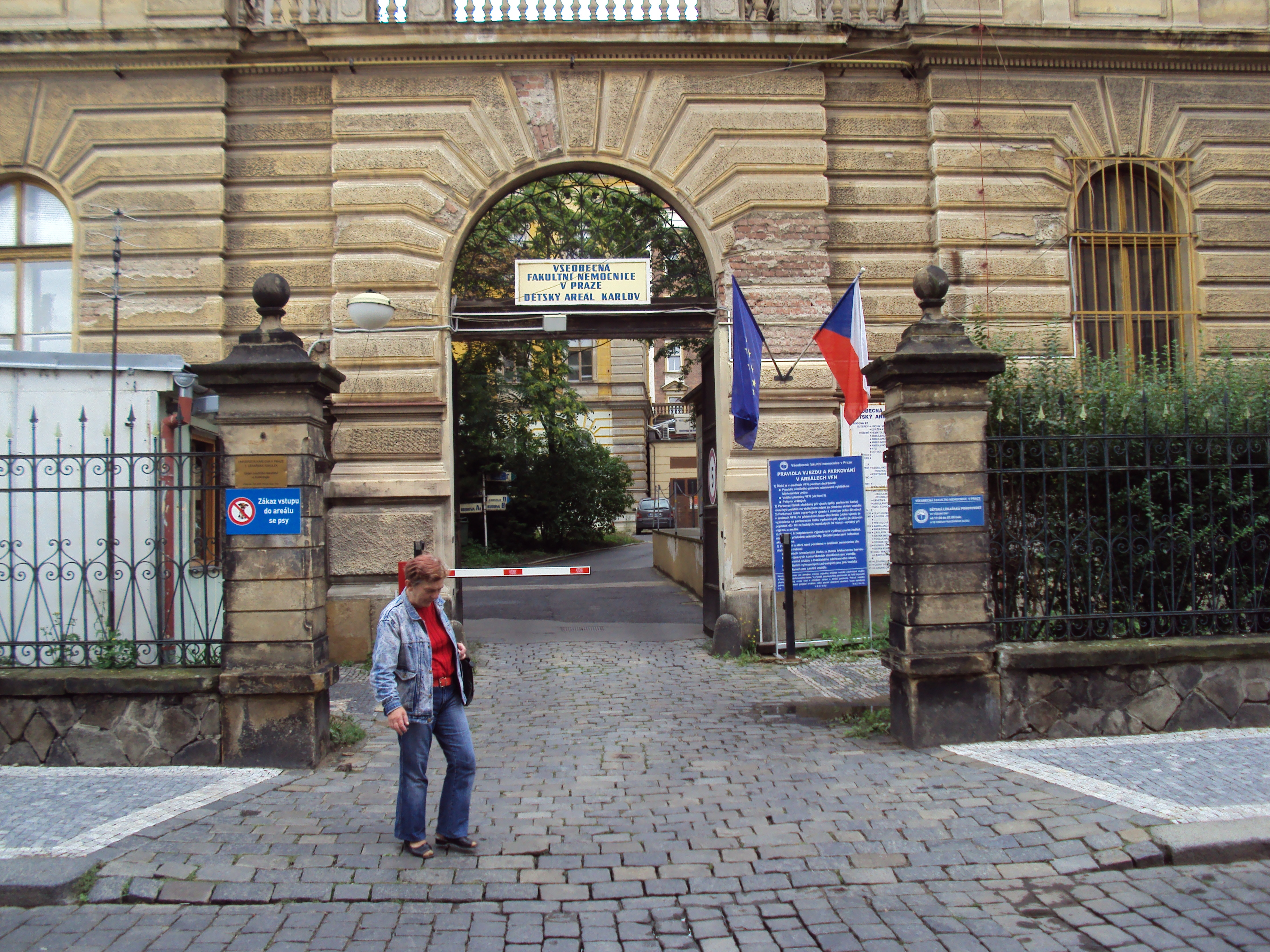
Nemocnice Karlov
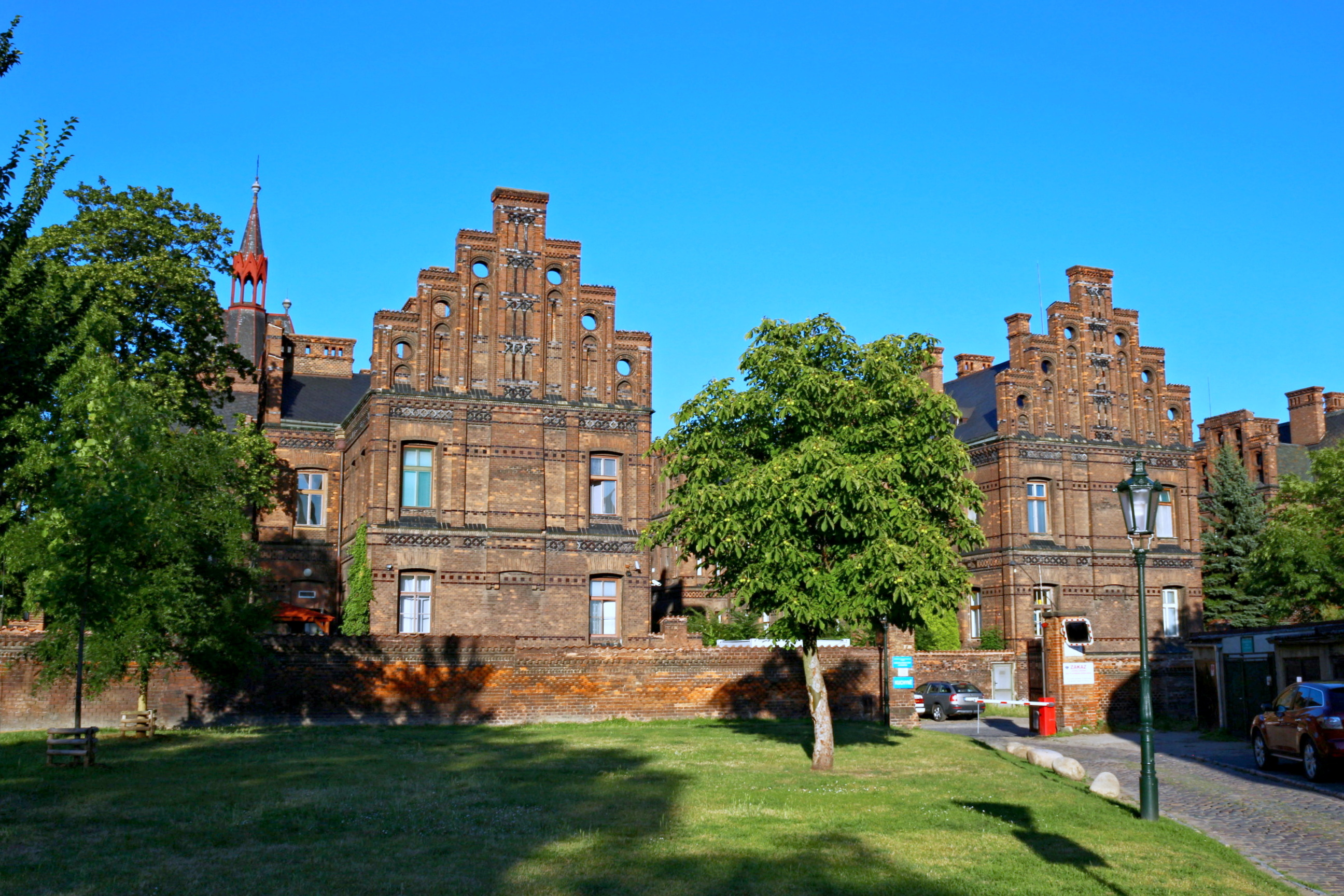
Gynekologicko-porodnická klinika „U Apolináře“
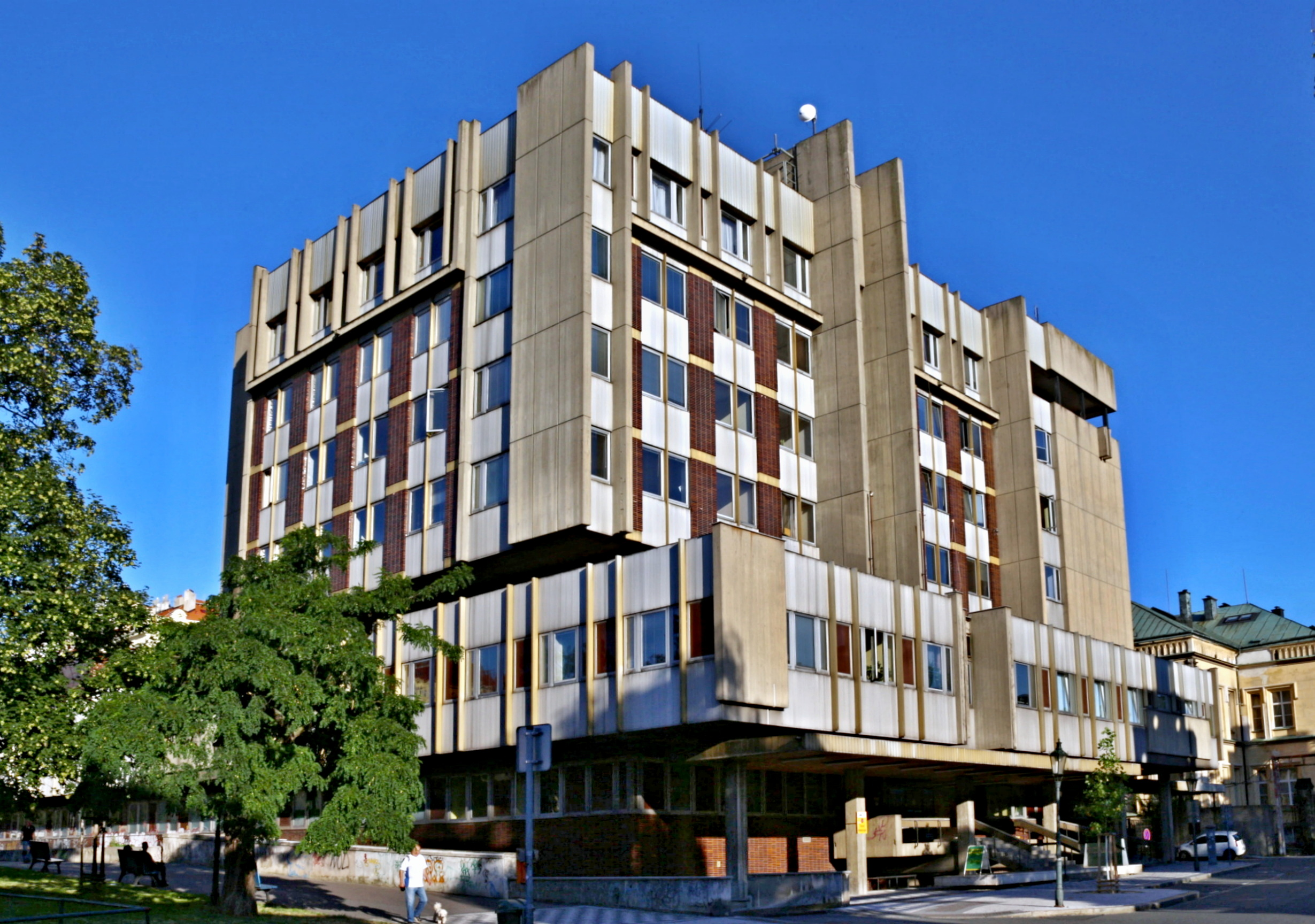
Urologická klinika
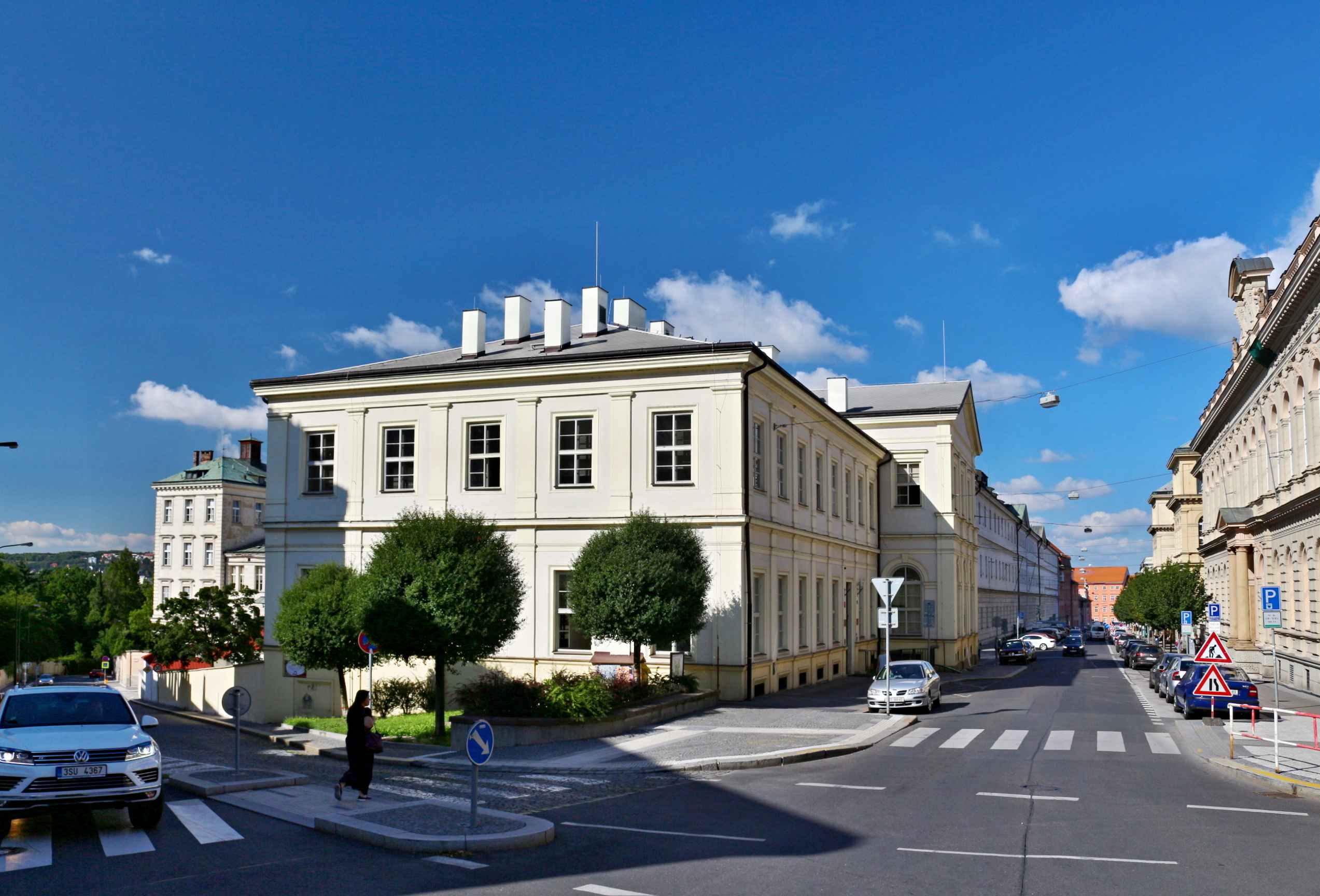
Ústav dějin a informací VFN